# Adnan
Adnan — серія з трьох переобладнаних літаків Іл-76, що була на озброєнні в ВПС Іраку.
У 1988 р. в Іраку в літак ДРЛС Baghdad-1 (Adnan-1) був переобладнаний один військово-транспортний літак Іл-76МД.

## Особливості модифікації
На місці вантажної рампи встановлювався нерухомий обтікач антени РЛС Thompson-CSF Tiger-G, що випускалася в Іраку за французькою ліцензією. Сектор огляду РЛС 180° в задню півсферу; дальність виявлення цілей класу винищувач 350 км. Другим іракським літаком ДРЛО став Baghdad-2 (Adnan-2), перейменований з честь загиблого в вертольотній катастрофі навесні 1988 р. міністра оборони Іраку генерала Аднана Хаджараллаха Тальфаха в Adnan-2.
На літаку Adnan-1 РЛС Thompson-CSF Tiger-G встановлювалася в обертовому обтікачі: за зовнішнім виглядом літак близький до радянського А-50, відрізняючись лише деталями — антенами радіотехнічних систем, повітрозабірниками систем кондиціонування. Всього побудовано 3 літаки Adnan-1 і один Adnan-2. Під час війни в Перській затоці 2 літаки Adnan-1 перелетіли до Ірану, де і знаходяться дотепер.
Третій зразок — сильно пошкоджений на іракському аеродромі Al Taqaddum 23 січня 1993 в ході нальоту авіації Багатонаціональних сил.

## Призначення серії
Adnan 1 — літак ДРЛО на базі Іл-76МД для ВПС Іраку з РЛС Thompson-CSF Tiger G. Baghdad — інше позначення Adnan 1.
Adnan 2 — варіант Adnan 1 для контролю і наведення винищувачів.

## Галерея

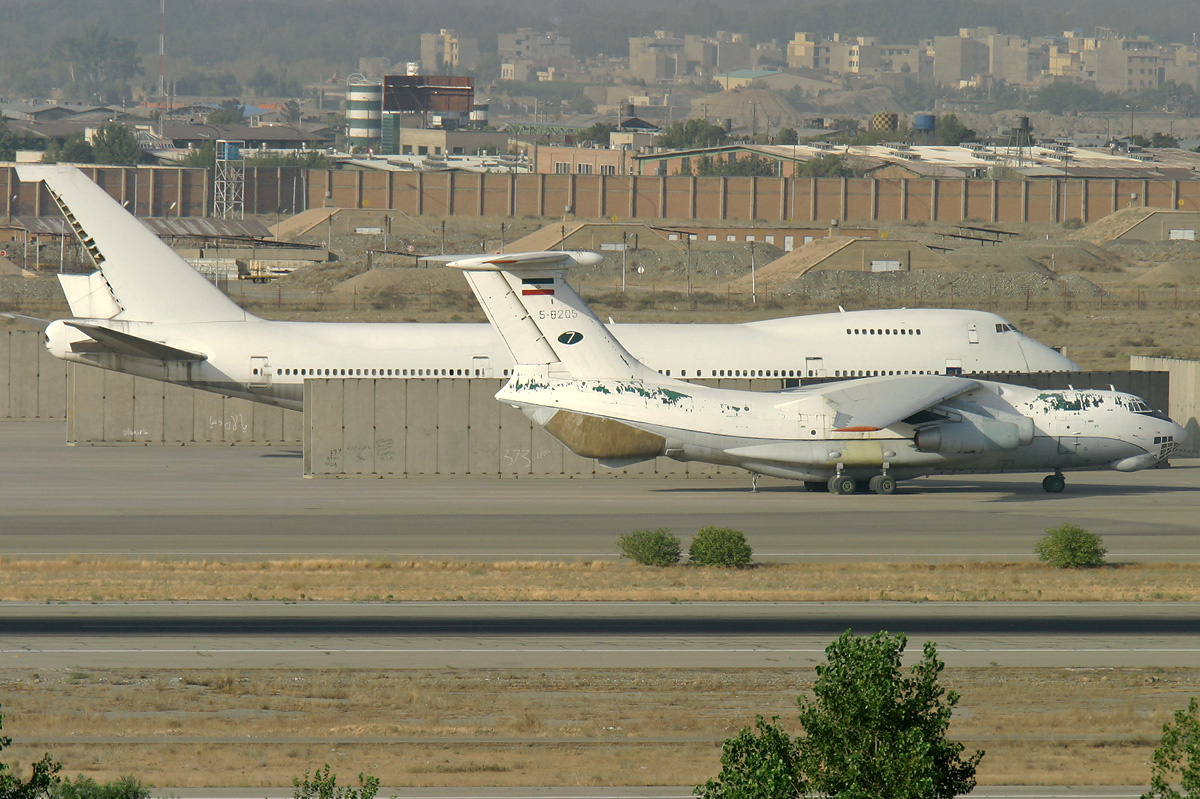
Baghdad 1
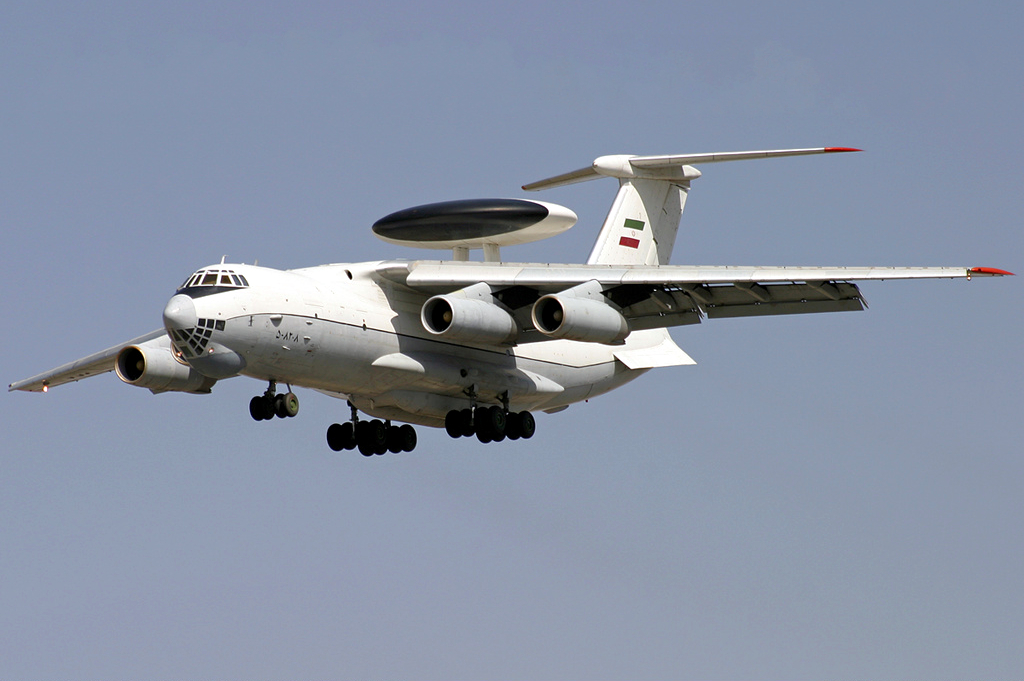
Adnan 2